# Jacques Polieri
Jacques Polieri (né à Toulouse en 1928 et mort à Paris le 16 décembre 2011 d'une rupture d'anévrisme) est un metteur en scène français, fondateur avec Le Corbusier du Festival de l'art d'avant-garde. Il est le metteur en scène singulier des œuvres de Mallarmé, Kafka, Schnitzler, Pirandello, Kandinsky, Miró, Atlan, Ionesco, Beckett, Tardieu, Butor, Arrabal, Faye, Isou etc.

## Un artiste précurseur
Ses réalisations vont du plus abstrait (la mise en scène du « Livre » de Mallarmé) au plus médiatique (les « jeux de communication » à l’échelle planétaire). Depuis 1980, il a produit une série de spectacles multimédias complétée par des vidéotransmissions intercontinentales (images générées par ordinateurs et projetées sur écrans géants, hologrammes…).
Créateur d’une scénographie moderne, il a inventé des lieux scéniques de conception révolutionnaire, notamment un « théâtre à scènes annulaires » pour la maison de la culture de Grenoble en 1968, le « théâtre du mouvement total » de l’exposition universelle de 1970 d’Osaka et des « jeux de communication vidéo » pour une rue des Loisirs aux Jeux olympiques de Munich en 1972.
Théoricien, il a publié entre autres Scénographie nouvelle, aux éditions Architecture d’aujourd’hui, et, aux éditions Denoël, Scénographie-Sémiographie et Jeu(x) de communication. Ses recherches ou conceptions concernent le large champ de l’audio-vidéo et de la mise en espace de l’acte de fiction. Ses projets pour l’internet, ou pour différents réseaux, remettent en cause nombre d’idées reçues et bouleversent le fondement du genre et du lieu de représentation.

## Comédien
- 1950 : Le Gardien du tombeau de Franz Kafka, mise en scène Jean-Marie Serreau, théâtre de Poche Montparnasse

## Metteur en scène
- 1954 : La Marche des Jongleurs de Isidore Isou, Théâtre de Poche Montparnasse
- 1959 : Spectacle Jean Tardieu, théâtre de l'Alliance française
- 1960 : Le Centre de Jean-Pierre Faye, Orchestration théâtrale de Fernando Arrabal, Comédie intrigante de Jean Thibaudeau, théâtre de l'Alliance française

## Publications[3]
- Jacques Polieri, Scénographie : Sémiographie, Paris, Denoël, coll. « Grand Format / Médiations » (no 17), 1971, 248 p. (ISSN 0768-0945, OCLC 489700736, BNF 35433647)Recueil de textes extraits de diverses revues et publications, 1955-1969.
- Jacques Polieri, Jeu(x) de communication : recherches, éléments théoriques, Paris, Denoël, coll. « Grand Format / Médiations » (no 33), 1981, 273 et 229 p., 2 tomes en 1 volume (ISSN 0768-0945, OCLC 417551123, BNF 36143451)

- Jacques Polieri, Scénographie : Théâtre, Cinéma, Télévision, Paris, Jean-Michel Place, 2002, 2e éd. (1re éd. 1990), 224 p., 240 × 315 mm (ISBN 2-85893-129-1, BNF 36669140, présentation en ligne)Édition de 1990 avec préface, édition de 2002 augmentée, corrigée et revue.